# Alegeri anticipate
Alegerile anticipate reprezintă acea formă de alegeri organizate înainte de expirarea termenului mandatatului parlamentar obișnuit. Condiția prealabilă esențială pentru organizarea de alegeri anticipate este dizolvarea Parlamentului, care se poate face, de regulă, la inițiativa fie a șefului statului, fie a conducătorului guvernului.
Uneori expresia de „alegeri anticipate” se mai folosește în legătură cu convocarea de alegeri prezidențiale înainte de expirarea obișnuită a mandatului președintelui, intervenită fie prin deces, demisie sau demitere.

## Alegerile anticipate în România

### Scurt istoric
În conformitate cu Constituția din 1923 atribuția dizolvării Parlamentului aparținea regelui, care o putea exercita fără nici un fel de condiționări exprese în această privință. Prevederi similare existau și în Constituția din 1866. De asemenea, Parlamentul se dizolva de drept, ca etapă a procedurii de modificare a Constituției, în cazul în care parlamentarii acceptau de principiu amendamentele propuse, pe baza unui vot care cerea o majoritate calificată de două treimi din numărul parlamentarilor votanți (care trebuiau la rândul lor să fie minim două treimi din totalul parlamentarilor).
Regele a folosit relativ des puterea sa de dizolvare a camerelor Parlamentului. Astfel, în perioada interbelică, numai două guverne au reușit să ducă la capăt mandatul constituțional de patru ani, respectiv guvernele liberale conduse de Ion I. C. Brătianu (1922 – 1926) și Gheorghe Tătărescu (1934 – 1937).

### Sistemul constituțional actual
Constituția actuală prevede o procedură relativ rigidă pentru dizolvarea Parlamentului și, implicit, pentru organizarea de alegeri anticipate. Motivația pentru această reglementare este dată de contextul istoric al adoptării Constituției, în anul 1991. România ieșise de curând din perioada dictaturii comuniste și exista dorința de a stabili măsuri de prevedere suplimentară împotriva eventualelor derive autoritariste ale președintelui țării. Din acest motiv s-a optat pentru o procedură care implică necesitatea acordului dintre președinte, prim-ministrul desemnat și Parlament pentru declanșarea alegerilor anticipate.
Astfel, conform art.89 din Constituție:
„(1) După consultarea președinților celor două Camere și a liderilor grupurilor parlamentare, Președintele României poate să dizolve Parlamentul, dacă acesta nu a acordat votul de încredere pentru formarea Guvernului în termen de 60 de zile de la prima solicitare și numai după respingerea a cel puțin două solicitări de învestitură. (2) În cursul unui an, Parlamentul poate fi dizolvat o singură dată. (3) Parlamentul nu poate fi dizolvat în ultimele 6 luni ale mandatului Președintelui României și nici în timpul stării de mobilizare, de război, de asediu sau de urgență.”
Dificultatea procedurii constă în faptul că Parlamentul poate fi dizolvat numai în cazul în care este imposibilă constituirea unui nou Guvern, constatată prin respingerea  două cereri de investitură succesive. Din punct de vedere practic, dizolvarea Parlamentului implică parcurgerea următoarele etape principale:
- încetarea mandatului Guvernului, care se poate produce fie ca urmare a expirării mandatului (în momentul validării alegerilor parlamentare generale), fie ca urmare a demisiei prim-ministrului, a pierderii de către acesta drepturilor electorale, a survenirii stării sale de incompatibilitate sau a decesului; de asemenea, mandatul Guvernului poate înceta în cazul adoptării de către Parlament a unei moțiuni de cenzură
- numirea de către președinte, după consultarea partidelor parlamentare, a unui candidat la funcția de prim-ministru
- prim-ministrul desemnat trebuie să alcătuiască lista membrilor Guvernului și să se ocupe de pregătirea unui program de guvernare, cu care să se prezinte în Parlament pentru obținerea votului de încredere
- neacordarea votului de încredere de către Parlament
- repetarea procedurii, cu începere de la numirea unui candidat la postul de prim-ministru.

S-a susținut că ar fi posibilă dizolvarea Parlamentului și în cazul în care acesta decide suspendarea președintelui României, dar, la referendumul organizat apoi în mod obligatoriu, propunerea de demitere din funcție a președintelui nu este acceptată de electorat . Această opinie nu este însă întemeiată pe dispoziții constituționale exprese, astfel încât ea rămâne controversată.